# 佳能 EF 85mm 鏡頭

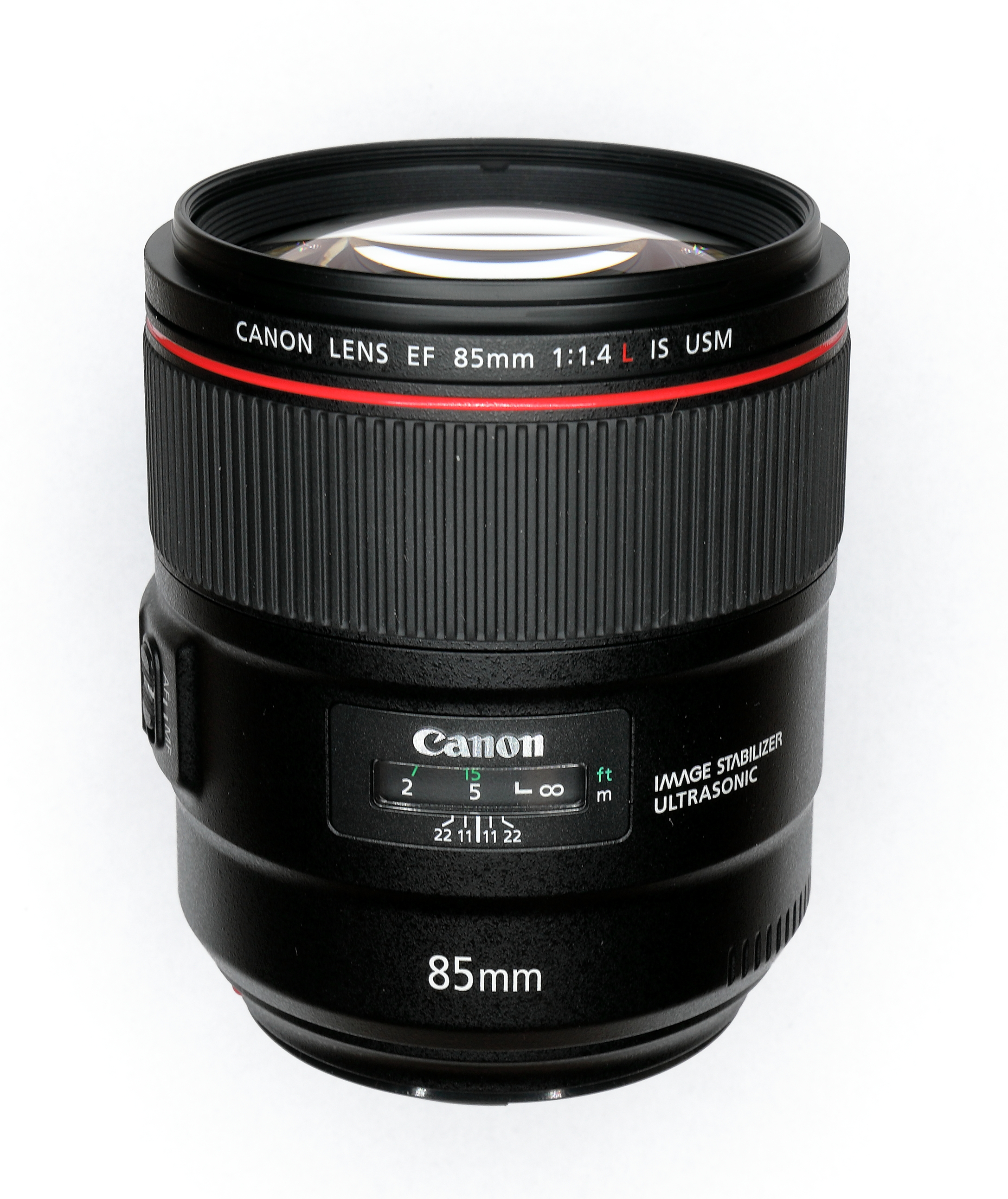
佳能 EF 85mm f/1.4L IS USM 鏡頭，附4級快門防震影像穩定器。2017年秋季上市

佳能 EF 85mm 鏡頭是一系列由佳能公司生產的定焦鏡頭，一共有下列幾種型號：
- EF 85mm f/1.2L USM[1]
- EF 85mm f/1.2L II USM
- EF 85mm f/1.8 USM
- EF 85mm f/1.4L IS USM[2]

當85mm鏡頭用於佳能數碼EOS系列的APS-C幅面機身（如佳能 EOS 550D）時，視角會變窄，其等效於全幅機身上的136mm視角（乘以系數1.6）。當用於APS-H幅面機身（如佳能 EOS-1D Mark IV）時，其等效於全幅機身的110.5mm視角（乘以系數1.3）。

## 腳註

### 外部資料
- Canon EF 85mm F1.2L II USM （页面存档备份，存于）
- Canon EF 85mm F1.8 USM （页面存档备份，存于）